# Ragazza selvaggia
Ragazza selvaggia (Wild Girl) è un film del 1932 diretto da Raoul Walsh e interpretato da Joan Bennett e da Charles Farrell.
Remake di Salomy Jane del 1914 e di Salomy Jane del 1923.

## Trama
Girato in un paesaggio sui generis per un western, luogo della solitudine, la cui scenografia è canonicamente rappresentata dalle asprezze di una natura desertica e selvaggia. Tra le sequoie giganti del Parco Nazionale della California la storia è incentrata sul personaggio di Salomy Jane, la cui vitalità e il cui aspetto androgino al confine con l'adolescenza la porta a vivere con i molti bambini presenti nel film e a incantarsi di fronte ad orsi ed altri pacifici animali che vivono allo stato selvaggio. L'humour con cui questi sono rappresentati viene ad essere l'ornamento della storia e raggiunge il suo apice nel dialogo del postiglione Yuba Bill, che tiene le redini anche della trama e ne colora i momenti, con un buffo allocco colto nel suo essere antropomorfo. L'aspetto e lo stile di Salomon attraggono anche personaggi non alla sua altezza in sensibilità e intelligenza, fino al perverso Phineas Baldwin, l'uomo che torna al suo paese in veste di politico, atteso candidato sindaco. Al paese arriva anche Billy lo straniero, in rotta col generale Lee, così si presenta l'attore Charles Farrell nei titoli di testa. Nel primo incontro Salomon, nuda, si ritrova da sola nel laghetto dove faceva il bagno con i bambini, richiamati dal suono della pentola per il pranzo e quindi dileguatisi, con lo straniero a cavallo. La reazione di entrambi denota un'innocenza comune e anche un colpo di fulmine nel breve attimo in cui vengono coinvolti. Billy ha un conto da regolare con Phineas Baldwin, l'uomo pubblico degenere in privato, causa del suicidio della propria sorella. Di fatto l'ucciderà seguendo le regole del selvaggio West in materia di giustizia. Billy in un modo o nell'altro, grazie alla sua destrezza, sfuggirà all'impiccagione. Salomon e Billy coroneranno il loro sogno d'amore e di stabilità affettiva semplicemente cambiando zona.

## Produzione
Il film fu prodotto dalla Fox Film Corporation. Venne girato in California, nel Sequoia National Park - 47050 Generals Highway, Three Rivers.

## Distribuzione
Distribuito dalla Fox Film Corporation, il film uscì nelle sale cinematografiche USA il 9 ottobre 1932 con il titolo originale Wild Girl. Nel Regno Unito venne distribuito con il titolo Salomy Jane.